# Trisul
Trisul (7120 m n.p.m.) – szczyt górski w zachodniej części Himalajów na terytorium Indii, w stanie Uttarakhand.
W rzeczywistości jest to masyw, w skład którego wchodzą trzy szczyty: Trisul I (7120 m), Trisul II (6690 m) i Trisul III (6007 m), które oglądane z odległości układają się w kształt trójzębu. Stąd poszła nazwa szczytu: Triśula (sanskryt: त्रिशूल triśūla) oznacza trójząb, ważny symbol religijny w hinduizmie, jeden z najważniejszych atrybutów boga Śiwy. Grupa tych trzech szczytów tworzy południowo-zachodnią część pierścienia szczytów otaczającego Sanktuarium Nanda Devi, około 15 km na zachód-południowy zachód od samej Nanda Devi.
Główny wierzchołek (Trisul I) został zdobyty po raz pierwszy w 1907 roku przez uczestników brytyjskiej wyprawy w składzie: Thomas G. Longstaff, A. L. Mumm i Charles Bruce. Uczestnikiem wejścia szczytowego był także tragarz  z Garhwalu, Karbir Burathoki. Był to pierwszy zdobyty przez człowieka siedmiotysięcznik.  Wyczyn ten został odnotowany w annałach himalaizmu również z powodu pierwszego użycia dodatkowego tlenu podczas wspinaczki na dużych wysokościach.
Wierzchołki Trisul II i Trisul III zostały zdobyte w 1960 r. przez zespół himalaistów jugosłowiańskich.